# Haplocladium schimperi
Haplocladium schimperi är en bladmossart som beskrevs av Thériot 1930. Haplocladium schimperi ingår i släktet Haplocladium och familjen Thuidiaceae. Inga underarter finns listade i Catalogue of Life.